# Холмс, Ник
Николас Джон Артур Холмс (родился 7 января 1971 в Галифаксе, Великобритания) — основатель и вокалист группы Paradise Lost.
В 1988 году, сразу после окончания средней школы, вместе с Грегором Макинтошем создал группу Paradise Lost. Изначально группа играла дум-дэт-метал. В этот период Холмс использовал гроулинг. Позже стиль группы изменился. Холмс отказался от гроулинга, начав исполнять партии чистого вокала, наравне применяя технику харша.
В сентябре 2014 стал вокалистом шведской группы Bloodbath, в которой вновь вернулся к использованию гроулинга.